# 144 aC
El 144 aC  va ser un any del calendari romà prejulià. Durant la República i l'Imperi Romà es coneixia com l'Any del Consolat de Galba i Cota o també any 610 Ab urbe condita o de la fundació de la ciutat). L'ús del nom «144 aC» per referir-se a aquest any es remunta a l'alta edat mitjana, quan el sistema Anno Domini va ser el mètode de numeració dels anys més comú a Europa.

## Esdeveniments

### Antic Egipte
- Cleòpatra II, que havia estar casada amb Ptolemeu VI Filomètor, quan aquest mor (145 aC), es veu pressionada pels romans, que la fan casar amb el seu germà Ptolemeu VIII Evèrgeta II. El mateix dia del casament, Ptolemeu VII Neofilopàtor, fill de Cleòpatra i Filomètor, mor assassinat. Ptolemeu VIII Evèrgeta II es proclama rei d'Egipte.[2][3]

### República Romana
- Aquest any són elegits cònsols Servi Sulpici Galba i Luci Aureli Cota.[4]
- Els dos cònsols discuteixen davant del Senat qui ha de comandar de les forces enviades contra el lusità Viriat a Hispania. Finalment Escipió Emilià proposa un decret pel qual cap dels dos dirigirà la guerra, i es prorroga el comandament del procònsol Quint Fabi Màxim Emilià, cònsol l'any anterior.[5][6]
- Quint Marci Rex, nomenat pretor l'any 145 aC, quan rep l'encàrrec del Senat de construir un aqüeducte, veu perllongat el seu mandat per acabar-lo. Rep el nom d'Aqua Marcia i és un dels més importants de Roma. Recull les aigües des de la part alta de la conca del riu Aniene.[7]

### Hispània
- Quint Fabi Màxim Emilià, en el marc de la Guerra lusitana, ataca a Viriat i el derrota. L'expulsa dels territoris romans i ocupa dues de les principals ciutats dels lusitans. Al final de la campanya Fabi Màxim deixa les tropes aquarterades a Corduba per passar l'hivern. Però els celtibers arevacs es revolten, i desdibuixen la seva victòria.[8]

## Necrològiques
- Ptolemeu VII Neofilopàtor, fill de Cleòpatra II i Ptolemeu VI Filomètor, assassinat pel seu oncle Ptolemeu VIII Evèrgeta II.[2]